# Grappa (drank)

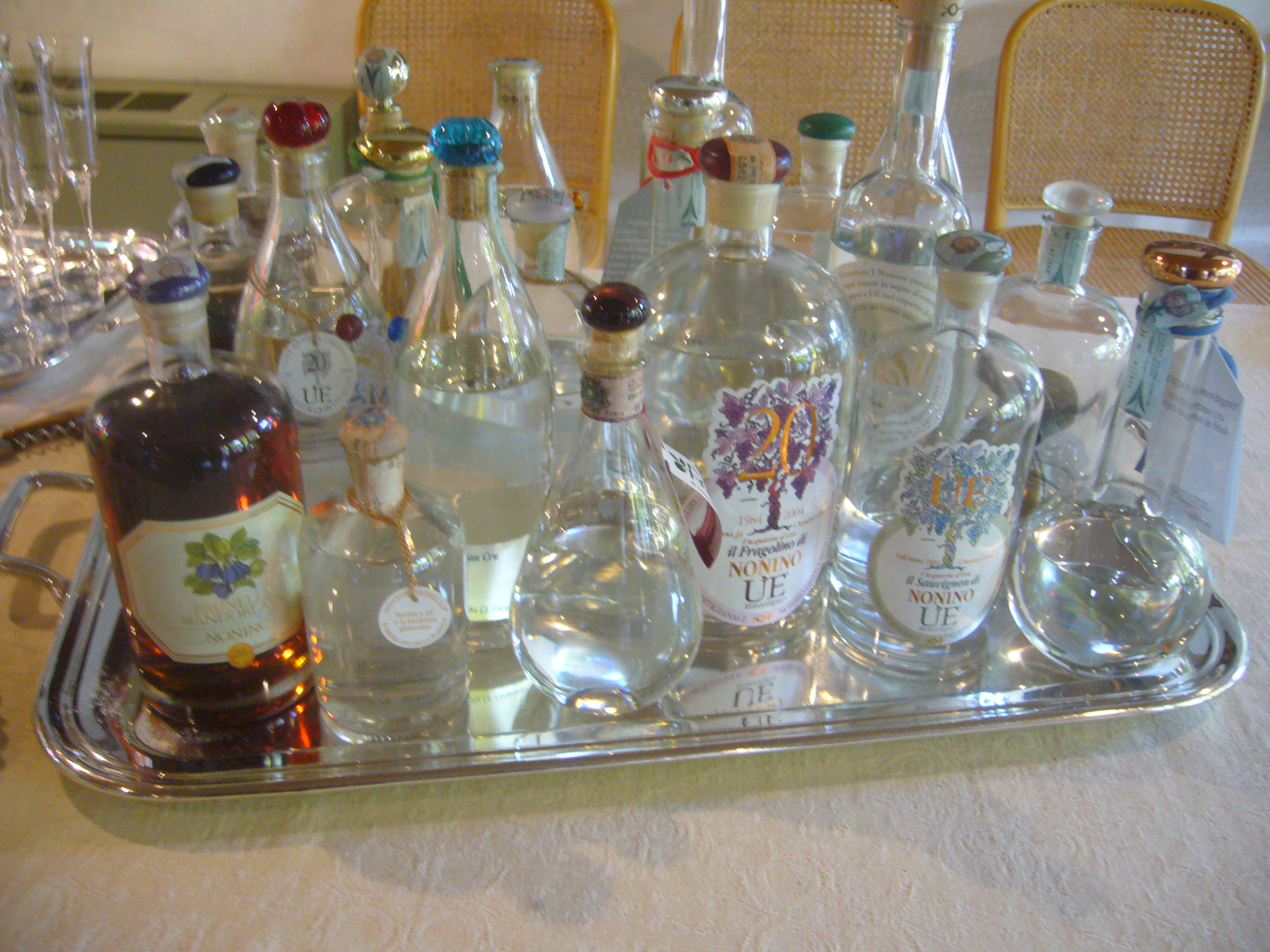
Verschillende grappa's

Grappa is een Italiaanse gedistilleerde alcoholische drank, die oorspronkelijk vervaardigd werd uit destillatie van de restanten van de druiven na de wijnbereiding, dat wil zeggen de schillen en de zaden. Oorspronkelijk was het een manier om de overtollige trosdruiven niet te hoeven weggooien aan het einde van het seizoen. Tegenwoordig zijn er echter veel stokerijen die alleen grappa maken en waarbij de kwaliteit van grappa voorop staat.
Net zoals bij wijn hangt de smaak van een grappa af van het type druif en de kwaliteit ervan. Ook het productieproces (continu of discontinu) het soort vat waarin de grappa rijpt en de duur van de rijping spelen een belangrijke rol. Grappa heeft een alcoholpercentage van minimaal 37,5%. De wet geeft enkel een vast minimumgehalte alcohol op, geen maximum. In de praktijk is het percentage tussen de 40% en 60%.
Grappa is een beschermde productnaam in de Europese Unie. Om de naam grappa te mogen gebruiken moet er voldaan zijn aan de volgende voorwaarden
1. Geproduceerd in Italië of het Italiaanstalige deel van Zwitserland.
2. Gemaakt van druivenpulp.
3. De fermentatie en de distillatie moet gebeuren op de pulp.

De tweede voorwaarde laat niet toe om het sap van de druiven te gebruiken voor de fermentatie (dat is immers een andere methode, namelijk degene die gebruikt wordt om cognac te maken).
De derde voorwaarde heeft enkele belangrijke consequenties. Omdat de distillatie moet gebeuren op een relatief "droge" stof, de pulp, wordt die gewoonlijk uitgevoerd in een bain-marie of met stoom om te vermijden dat de pulp verbrandt. Daarbij is het nodig zeer omzichtig met het distillatieproces om te gaan. De houtachtige delen van de pulp (de steeltjes en de druivenpitten) fermenteren immers samen met het suikerrijke vocht dat nog in de schillen zit en daarbij wordt een kleine hoeveelheid methanol geproduceerd. Methanol is giftig en moet uiteraard uit het distillaat verwijderd worden. Om het gevaar voor de volksgezondheid dat daaraan verbonden was onder controle te houden en het zwart stoken van grappa aan banden te leggen, vaardigde de Italiaanse overheid indertijd een wet uit die de wijnboeren verplichtte hun druivenpulp alleen nog te verkopen aan bekende grappastokers.

## Soorten
- Grappa Giovane (jonge grappa): kleurloos en helder, wordt onmiddellijk in vaten opgeslagen tot het moment dat hij in de fles gaat voor de verkoop. De vaten zijn in staal, glas of een ander ondoordringbaar materiaal.
- Grappa Aromatica (aromatische grappa): gemaakt van aromatische druiven zoals Brachetto, Malvasia, Moscato en aromatische Traminer.
- Grappa Affinata (elegante grappa): verfijnde grappa gerijpt in houten vaten voor minder dan 12 maanden.
- Grappa Invecchiata of Vecchia (oude grappa): de grappa wordt minstens 12 maanden gerijpt op houten vaten.
- Grappa Riserva Invecchiata of Stravecchia (nog oudere grappa): de grappa wordt minstens 18 maanden gerijpt op houten vaten.
- Grappa Aromatizzata (gearomatiseerde grappa): gearomatiseerd met natuurlijke smaakstoffen: kruiden, fruit en dergelijke.

Classificaties kunnen naast elkaar bestaan. Een grappa kan bijvoorbeeld jong en tegelijkertijd aromatisch of gearomatiseerd zijn.
Een tweede methode om de verschillende grappa’s in te delen is op basis van het aantal druivensoorten dat erin verwerkt is.
- Grappa di monovitigno : grappa van slechts één druivensoort. Dit betekent Grappa die voor minstens 85% gemaakt is van één soort druif.
- Grappa Polivitigno: grappa van enkele druivensoorten die tot dezelfde familie behoren maar een andere herkomst, rijpingstijd, oogst of venificatiemethode gehad hebben.
- Grappa mista : grappa van meerdere druivensoorten.

Druivensoorten die gebruikt worden voor het maken van grappa zijn onder andere:
Amarone, Barbera, Barolo, Brunello, Cabernet, Chardonnay, Dolcetto, Fragolino, Grignolino, Malvasia, Marzemino, Merlot, Müller-Thurgau, Muscat, Nebbiolo, Nosiola, Picolit, Pinot, Prosecco, Ramandolo, Ribolla gialla, Sauvignon, Schiava Grossa, Schioppettino, Teroldego, Tocai friulano, Traminer, Verduzzo Friulano.
Bekende grappamakers zijn onder andere:
Bepi Tosolini, Berta, Bocchino, Brotto, Grappa Barile, Distilleria De Negri, Domenis, Jacopo Poli, Nardini, Nonino, Sibona en Villa de Varda.
Jonge Grappa wordt koud geserveerd. Jongere Grappa's zijn, mits puur, helder als water, zoals jonge jenever. Oudere grappa's hebben gewoonlijk een kleur door het houten vat waarop ze gerust hebben. Deze oudere grappa's worden best gedronken uit een klein kelkglas, op kamertemperatuur. Het contact met de lucht wordt zo beperkt en de smaak kan maximaal worden ervaren.

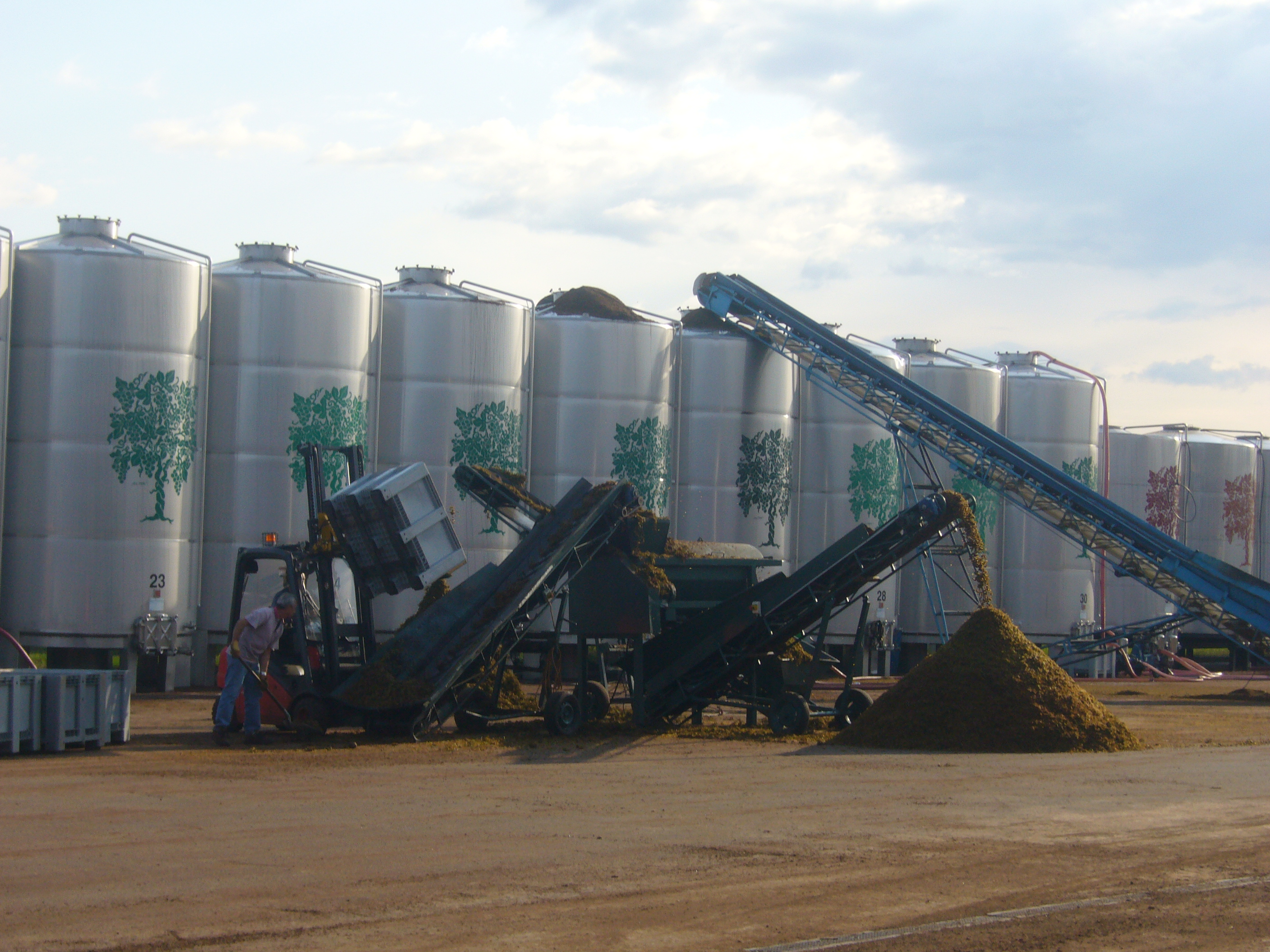
Fermenteren
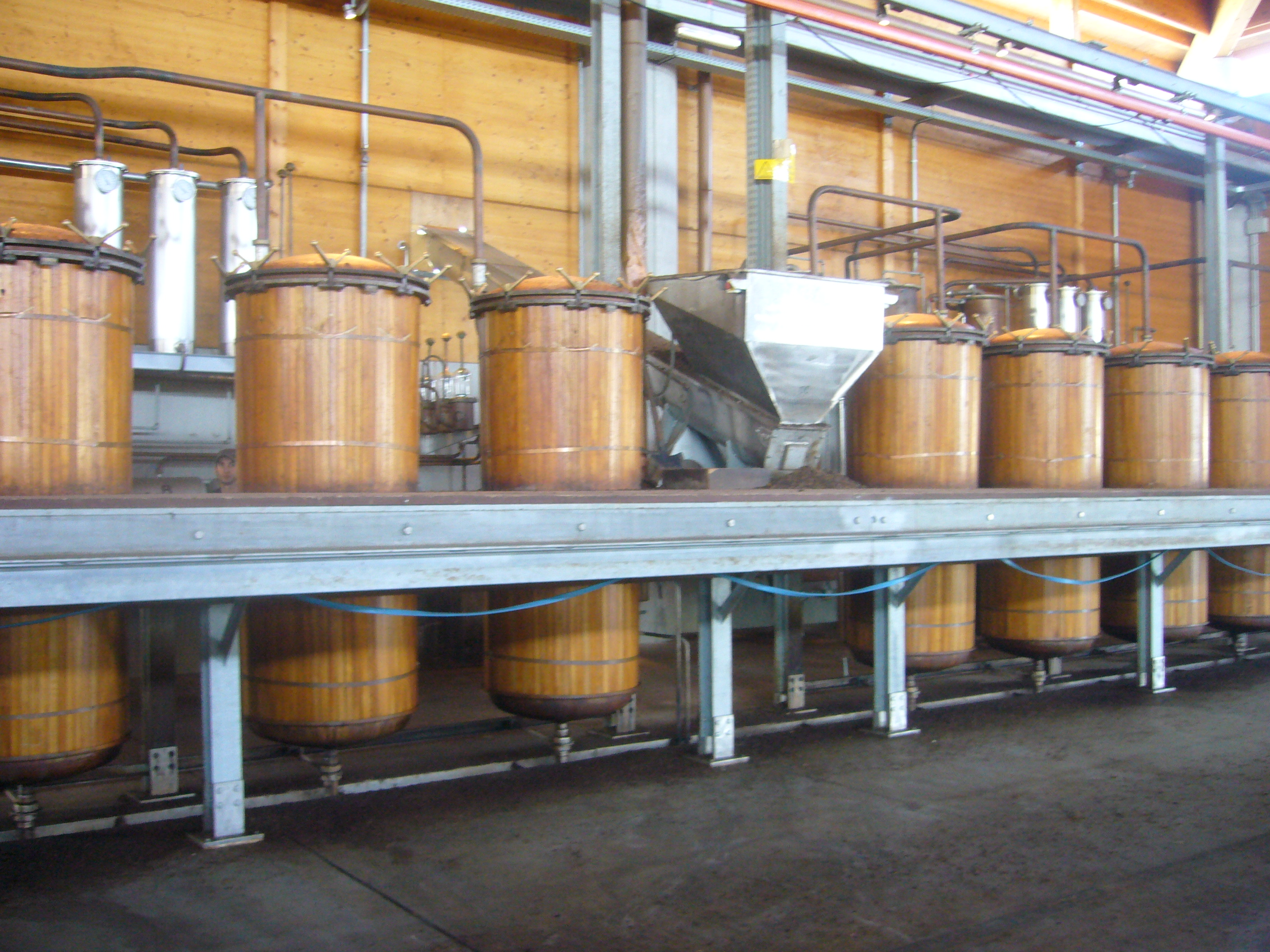
Distilleren
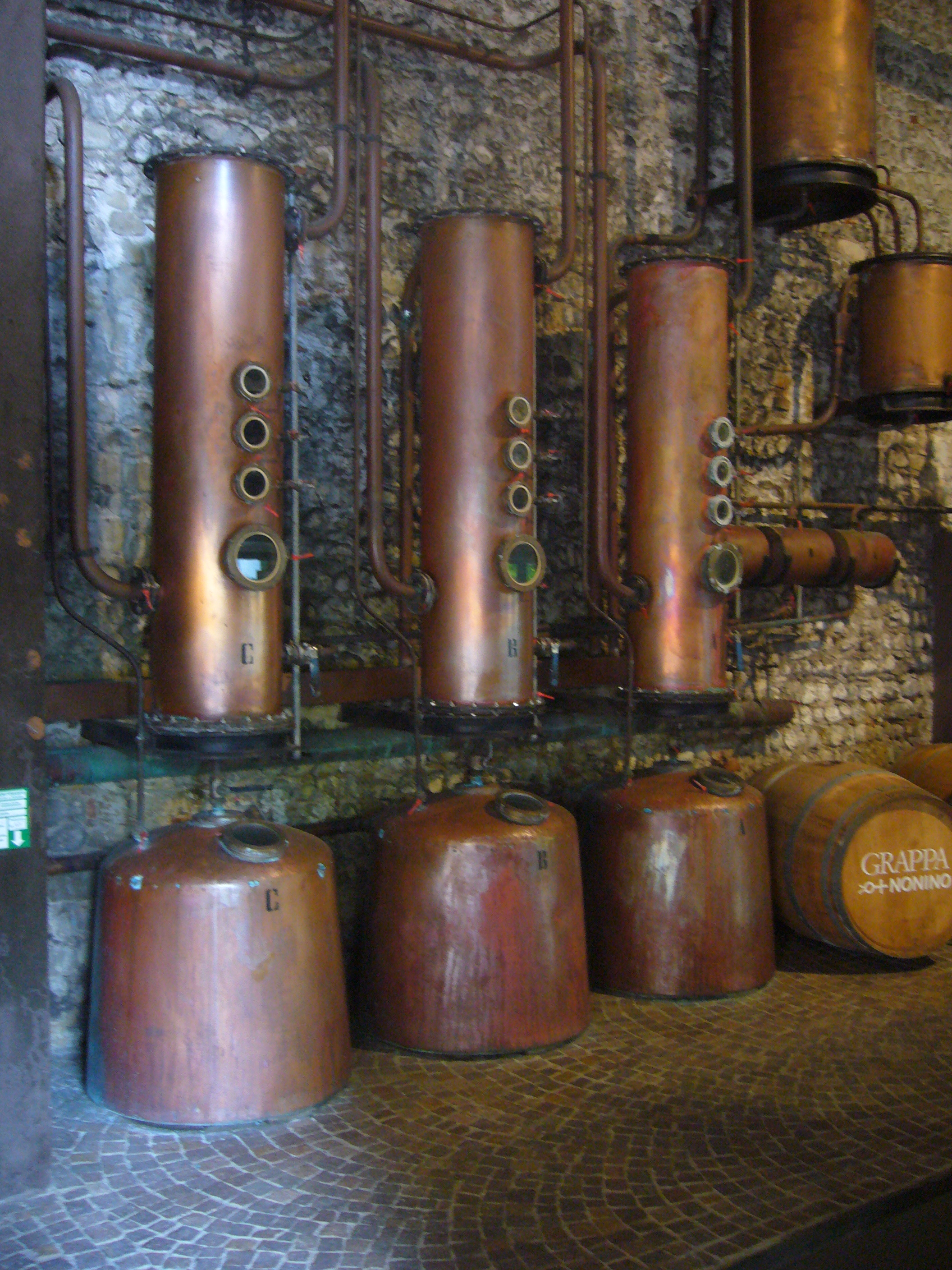
Antieke distilleermachine